# Jennifer Azzi
Pour les articles homonymes, voir Azzi.
Jennifer Azzi, née le 31 août 1968 à Oak Ridge dans le Tennessee, est une joueuse américaine puis entraineuse de basket-ball.

## Biographie
Elle effectue sa carrière universitaire avec le Cardinal de Stanford de l'université Stanford avec qui elle remporte le titre NCAA lors de sa saison de senior contre les Tigers d'Auburn. Cela lui offre de prestigieuses distinctions universitaires dont les Naismith College Player of the Year et Wade Trophy.
Elle effectue alors une carrière professionnelle en Europe, jouant ainsi en Italie, en France avec le club de Valenciennes-Orchies et en Suède.
En 1996, elle fait ses débuts professionnels sur le sol américain dans la ligue ABL avec les Lasers de San José. Elle y joue deux saisons. Puis, elle est sélectionnée par le Shock de Détroit pour la saison inaugurale de la Women's National Basketball Association (WNBA). Après un an, elle rejoint le Starzz de l'Utah lors d'un échange. Elle poursuit avec cette franchise lorsque celle-ci déménage à San Antonio pour devenir les Silver Stars de San Antonio. Durant sa carrière en WNBA, elle termine trois années successives à la première place au pourcentage du tir à trois points, lors des saisons 1999, 2000 et 2001.
Elle rejoint la sélection américaine avec qui elle remporte une médaille d'or lors des Goodwill Games 1994 puis le titre olympique lors des Jeux olympiques de 1996 à Atlanta. Elle est de nouveau sélectionnée pour l'édition de Sydney 2000 mais elle y renonce pour s'éviter la longue et fatigante tournée de préparation. Auparavant, elle a également remporté deux titres mondiaux en 1990 et 1998 et une médaille de bronze lors de l'édition 1994
En 2004, elle annonce sa retraite sportive. Elle devient membre du comité directeur de l'équipe des États-Unis.
En juin 2009, elle est introduite au Women's Basketball Hall of Fame de Knoxville.
De 2010 à 2016, elle est entraineuse de l'équipe féminine universitaire des Dons de San Francisco qu'elle amène en 2016 au premier tour du tournoi final NCAA pour la première fois depuis 1997. Son record avec les Dons est de 73 victoires pour 114 défaites. Elle s'y marie avec l'entraineuse adjointe Blair Hardiek et elles annoncent attendre un enfant.
Le 17 février 2023, elle figure dans la liste des douze finalistes pour entrer au Basketball Hall of Fame aux côtés de Becky Hammon et Marian Washington,.

## Joueuse

### Clubs
- 1987-1990 : Cardinal de Stanford NCAA
- 1990-1991 :  Viterbo
- 1991-1993 :  Union sportive Valenciennes Olympic
- 1993-1995 :  Arvika Basket
- 1996-1998 : Lasers de San José ABL

### WNBA (Women's National Basketball Association)
- 1999 : Shock de Détroit WNBA
- 2000-2002 : Starzz de l'Utah
- 2003 : Silver Stars de San Antonio

## Coach
- 2010- 2016 :

## Palmarès

### Club
- Championne NCAA 1990

### Sélection nationale
- Jeux olympiques d'été
  -  Médaille d'or aux Jeux olympiques de 1996 à Atlanta
- Championnat du monde de basket-ball féminin
  -  Médaille d'or du Championnat du monde 1990
  -  Médaille d'or du Championnat du monde 1998
  -  Médaille de bronze du Championnat du monde 1994
- autres
  - Médaille aux Goodwill Games 1994 de Saint-Pétersbourg

### Distinction personnelle
- Meilleure joueuse du Tournoi NCAA 1990
- Naismith College Player of the Year 1990
- Wade Trophy 1990
- Première au pourcentage du tir à trois points des saisons WNBA 1999, 2000 et 2001